# カトリシズム
カトリシズム（羅: Catholicismus、英: Catholicism）は、本来はカトリック教会における普遍的（コモンセンス[共通－普遍通念－概念]）・同教会の理念・信仰・礼拝・実践であるカトリック（公同（こうどう）、羅: catholicus、英: Catholic、蘭: katholiek）を奉じる主義・思想のことである。

## 概要
後に「カトリック」という言葉が、ローマ教皇を長とするローマ教会の首位権を認めてこれを正統視する集団が自称するようになると、同教会が掲げる理念・信仰・礼拝・実践に基づいた宗教観・世界観およびそこから派生した思想・芸術その他を指すようになった（カトリック教会）。
その一方で、正教会やプロテスタントはローマ教会が唱える唯一のカトリックの語源としての性格を認めていない。例えば、東方正教会は自らをもって「聖なる正統教会」であると主張し、プロテスタントは正しい福音と聖礼典が行われる全ての教派を包括すると唱える。
聖公会は自己のカトリック性の正統については論じるものの他派のカトリック性には触れない姿勢を採っている。また、ローマ教会（カトリック教会）も他の教派のカトリック性こそは認めないものの、その信徒に関しては洗礼を受けた全てのキリスト教徒を自己の信徒であるとするのが通説である（宗教改革期には、ローマ教皇を奉じない異端および異教徒には神の恩寵の一滴すら落ちることは無いとする神学者の説もあったが、あくまでも過激な主張の1つでしかない）。
このため、今日のキリスト教社会においては「カトリック」という言葉が次の5つの意味で用いられることが多い。
- ローマ教皇の首位権と正統性を認めるカトリック教会が他派と区別するために用いる自称。
- 全世界のキリスト教信徒集団の信仰として共通性・普遍性を持つもの。
- 異端と認定された諸派に対する正統派信仰。
- 1054年の東西教会分裂以前のキリスト教教会。
- イエス・キリスト以来の司教・使徒の使徒伝承性とそれに基づく信仰と礼拝の保持を主張するキリスト教徒のこと。

## カトリックの成立
カトリック（公同）という言葉は、元はギリシア語の「普遍的」・「世界的」を意味する“katholikos”に由来するとされ、アンティオキアのイグナティオスが晩年にスミルナの教会宛に書いた書簡の中に登場するのが初出であるとされている。ここでは、イエス・キリストの教えを全ての教会が忠実に守ってその正統な神学を擁護し、異端的な分派を生み出さないことを希求していた。
また、3世紀のカルタゴの司教キプリアヌスは著書『カトリック教会統一論』（251年）において、教会におけるカトリック性の要件として唯一の正典・教理・組織・洗礼の存在を掲げている。これらはあらゆる時代に生きる全人類が人間生活を送る上で必要かつ適切な規範であり、その実践を通じて初めて神からの救済が得られ、あるいは聖化が行われるものと考えられた。
その後、ペトロの教えを継承するローマ教会の権威が高まり、更にローマ帝国がこれまでの迫害政策をやめてキリスト教の公認・国教化へと路線を転換した4世紀にはさまざまな分派的な動きに対抗するためにローマ教会への結集を働きかける動きが強まった。
380年にローマ皇帝テオドシウス1世によって出された『クンクトス・ポプロス』（Cunctos populos）はペテロがローマ人に伝えた信仰がカトリック性を有する信仰であると定義（結果的にペトロが創設したとされるローマ教会がその教えの継承者となる）。続いて、381年のコンスタンティノポリス公会議におけるニカイア・コンスタンティノポリス信条において、ローマを頂点とする教会が聖的・使徒的・普遍的（すなわち「カトリック」）であることが確認されたのである。以後、ローマ教会は自己を「唯一の真なる教会」と位置づけて自らを「カトリック教会」と名乗るようになった。

## カトリシズムの確立
ローマ帝国崩壊以後、フランク王国・神聖ローマ帝国などの諸国家の庇護を受けて発展していったローマ教会とローマとの交通が途絶しがちとなり、未だ健在であったビザンツ帝国（東ローマ帝国）の庇護を受けて発展したコンスタンディヌーポリスのコンスタンディヌーポリ総主教庁を中心とする東方の教会との教理的・儀礼的な齟齬が深刻化していった。
やがて1054年にはいわゆる「東西教会の分裂」が発生したとされ、キリスト教教会はローマ教会と東方正教会に分裂した。ただし、この1054年に実際に発生したのは、教皇使節とコンスタンディヌーポリ総主教の相互破門というセンセーショナルではあるが、教会全体から見れば小さな事件であり、実際の分裂はローマ帝国分裂時から醸成され、1204年の第4回十字軍によるコンスタンディヌーポリス占領によって決定的になったとする見方もある。
ともあれ、中世後期には東西教会の分裂は紛れも無い事実として顕れ、東西それぞれの教会が「真にして唯一の教会」であると主張して譲ることがない状況が今日まで継続されることとなる。もっとも、東方正教会ではローマ教会を連想させる「カトリック」という言葉を避けて、替わりに「聖なる正統教会」（Holy Orthodox Church）という語を用いてその普遍性を強調している。
更に、宗教改革によるプロテスタント教会の成立によって教会の分裂は深刻化することになる。プロテスタントは聖書のみを唯一の権威として個々の信仰者の自由と主体性を重んじ、また義認の問題においては信仰義認を唱えた。
こうした状況に対してローマ教会側には自らのアイデンティティに対する真摯な反省と強い危機感が生み出され、同教会が唯一の教会であり、キリストへの信仰を媒介できる唯一の存在であるとする理論付けが行われるようになった。これが「カトリシズム」の形成である。「カトリシズム」という言葉が具体的に定義づけられたのは、ヘーゲルの『美学講義』によるものとされているが、カトリシズム自体は宗教改革期に生み出されて発展してきたものである。
カトリシズムを代表する言葉に「教会外に救い無し」という命題がある。これは、カトリック以外のキリスト教徒および異教徒には救いがないというのではなく、
- 人間の魂は全てイエス・キリストからの恩恵を受けており、本性上キリスト教的な存在である従って全人類は『可能的』にキリスト教徒である。
- 従って、無知によって教会に所属していなくても、良心の声に忠実に生きる人は知らずして神に従い、またイエス・キリストの恩恵を受けることになる（含蓄的な恩恵 羅: fides implicita）。従って、カトリック以外の教派あるいは異教徒にも『含蓄的』な信仰を抱き「見えざる教会」の一員になり得る場合がある。
- 含蓄的な信仰を抱いた人はイエス・キリストの啓示真理に接することによって、その信仰は『顕現的』なものとなって、目の前に存在する唯一の教会の一員となる。

と、いう論理展開を行い、人間の本性はその堕落を経てもなおも神による普遍的な救済意志の恩恵を受ける資格を有しているとする。その救済を受けるためにはイエス・キリストの体に替わる存在であるローマ教皇を頂点とする教会組織に加入することによって「新しい神の民」となり、その信仰が福音の真理から逸脱しない保証を獲得する必要があるとした。また、カトリシズムは自然と恩恵の相互作用を重視して、奇蹟などの恩恵して、自然現象・科学理論のみを万能とする考えにも、逆に自然的な作用・努力を無視して、人間の本性＝堕落として全否定してひたすら神の恩恵・救済のみを待ち続ける考えにも強く反対している。
これに対して反対派からは、
- カトリシズムはギリシア思想の影響を強く受けすぎて、イエス・キリストとその弟子の間で築かれた初期の素朴なキリスト教の原点から逸脱している。また、人間の自然本性を楽天的に捉え過ぎて安易な救済を認めており、全ての罪を背負って十字架に架けられたイエス・キリストの行動の否認につながりかねない。
- 啓示真理の保持と信仰の統一への努力は評価できても、結果的に位階制という身分制度を教会内部に形成し、信仰よりも権威が教会を支配し、普遍性よりも内部の絶対主義が優先されている。特に第1バチカン公会議における教皇の不可謬性は、極端な権威主義に過ぎない。
- カトリシズムにおけるインカルチュレーション（諸民族の慣習・民族性に対する寛容）は教義・祭礼の多様化・充実をもたらす一方でキリスト教の中心的使信を曖昧にし、更にその蓄積が重荷となって却って新しい時代の変化や未知の異文化に対する柔軟性の欠如につながっている。
- カトリシズムは政治と密着して、各国の政治に深く干渉してカトリックに反対する人々の排斥に加担している。
- カトリシズムの教条主義こそが中世ヨーロッパの暗黒時代や十字軍による蛮行の原因である。

などの反論が行われて、長く論争が行われることとなる（もっとも、最後の2点については中傷あるいは誤解に基づく要素が含まれており、今日のカトリシズム批判者でもこの主張をする者はほとんどいないとされている）。
また、人間に対する楽観主義からカトリシズムは厳格な倫理観の一方で、芸術や音楽に対しては人間の信仰の表出のために行われる営みの一環として捉えられている。これは人間の自由と主体性を重視しながらも聖画像をはじめとする芸術・音楽の類が福音の純粋性を曇らせる危険性を唱えるプロテスタンティズムとは対照的である。
当初、カトリック教会はプロテスタントに対する強硬な敵意からカトリック教会以外の救いを否定するような過激な主張も存在し、教皇を頂点とするヒエラルキア的組織であるローマ教会の組織防衛に重点が置かれるとともに、秘蹟による恩寵手段に主張の重点が置かれた。

## 現状
20世紀に入ると、カトリシズムを唱える人々の間にも組織防衛に力を注ぎすぎて、カトリック理念の根幹であるキリスト教の普遍的理念の確立からは却って遠ざかっていることに対する反省が生まれ、フランスのイヴ・コンガールらを中心とした「新神学」運動が発生した。
1962年の第2バチカン公会議においては「カトリシズムとは何か？」という根本的な議論が行われた。その結果、「教会憲章」および「現代世界憲章」が採択され、聖職者は信徒の支配者ではなく公僕であること、それぞれの地域に存在する伝統文化に対する配慮の必要性を認めることなど、より一般の信徒全体を重視する方針を打ち立て、従来のヒエラルキア的組織こそは維持するものの、内外のカトリシズムに対する批判に答える形でカトリック教会内部の改革が推し進められた。
ただし、ローマ教会（教皇庁）が2007年になって、ローマ教皇ベネディクト16世の承認の元に「ローマ・カトリック教会は唯一の正統な教会である」との記述内容を含む文書を公表したために、東方正教会およびプロテスタント教会からの強い反感を買うなど、依然としてローマ教会＝カトリックの姿勢の堅持の姿勢を示している点には注目される。